# Zimt-Rose
Die Zimt-Rose (Rosa majalis), auch Mai-Rose genannt, ist eine Pflanzenart aus der Gattung Rosen (Rosa) innerhalb der Familie der Rosengewächse (Rosaceae). Ihr Trivialname Zimtrose ist wohl auf die zimtfarbene Berindung der Stämme und Äste zurückzuführen und weniger auf den Geruch der Blüten. Die frühe Blütezeit spiegelt sich im Trivialnamen Maiblume und dem Artepitheton majalis wider. Die Zimtrose ist in Mitteleuropa sowohl eine Wildrose, als auch eine alte Zierpflanze.

## Beschreibung

### Allgemeine Merkmale
Rosa majalis wächst als niedriger sommergrüner Strauch, der Wuchshöhen von etwa 1 Meter bis 1,5 Meter erreicht. Mittels unterirdischer Ausläufer bildet die Art dichte, kolonienartige Bestände aus. Rosa majalis besitzt dünne rutenförmige, glänzend rotbraun berindete Äste. Auch die Rinde der Stämme ist rotbraun glänzend.

### Vegetative Merkmale

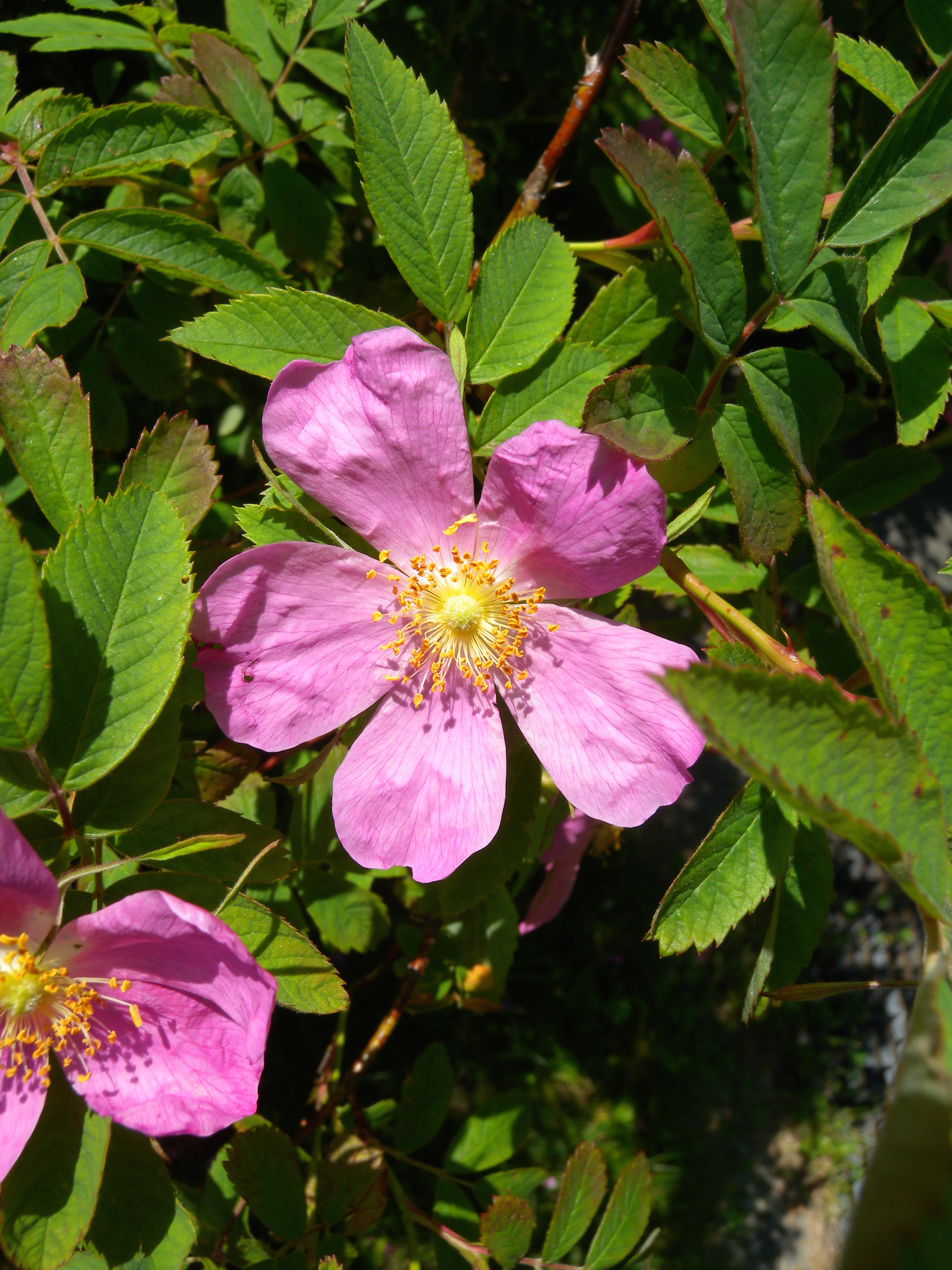
Blüte mit Blattansicht

Die Stacheln der Zimtrose sind gerade bis hakig gebogen. Die Stämme besitzen im unteren Teil zusätzlich Nadel- und Stachelborsten. Die Stacheln an den blütentragenden Zweigen sind hakig bis sichelig ausgeprägt, sie können jedoch auch fehlen. Typisch ist, dass die Stacheln am Blattgrund häufig paarweise stehen.
Die wechselständig angeordneten Laubblätter sind unpaarig gefiedert und stehen an einem flaumig behaarten Blattstiel. Die Blattspreite besteht aus fünf bis sieben Fiederblättchen. Der Blattrand ist stets einfach gesägt und besitzt keine Drüsen. Die Blättchen weisen eine länglich-elliptische bis eiförmige Form auf. Ihre Länge von meist 2 bis 3 Zentimetern entspricht etwa der doppelten Breite. Die Blättchenoberseite ist frischgrün bis bläulichgrün. Sie kann unbehaart oder auch mit kurzen Haaren mehr oder weniger dicht besetzt sein. Die blass-graugrüne Blattunterseite zeigt eine mehr oder weniger dichte Behaarung. Die schmalen Nebenblätter der nichtblühenden Triebe sind an den Rändern häufig eingerollt.

### Generative Merkmale

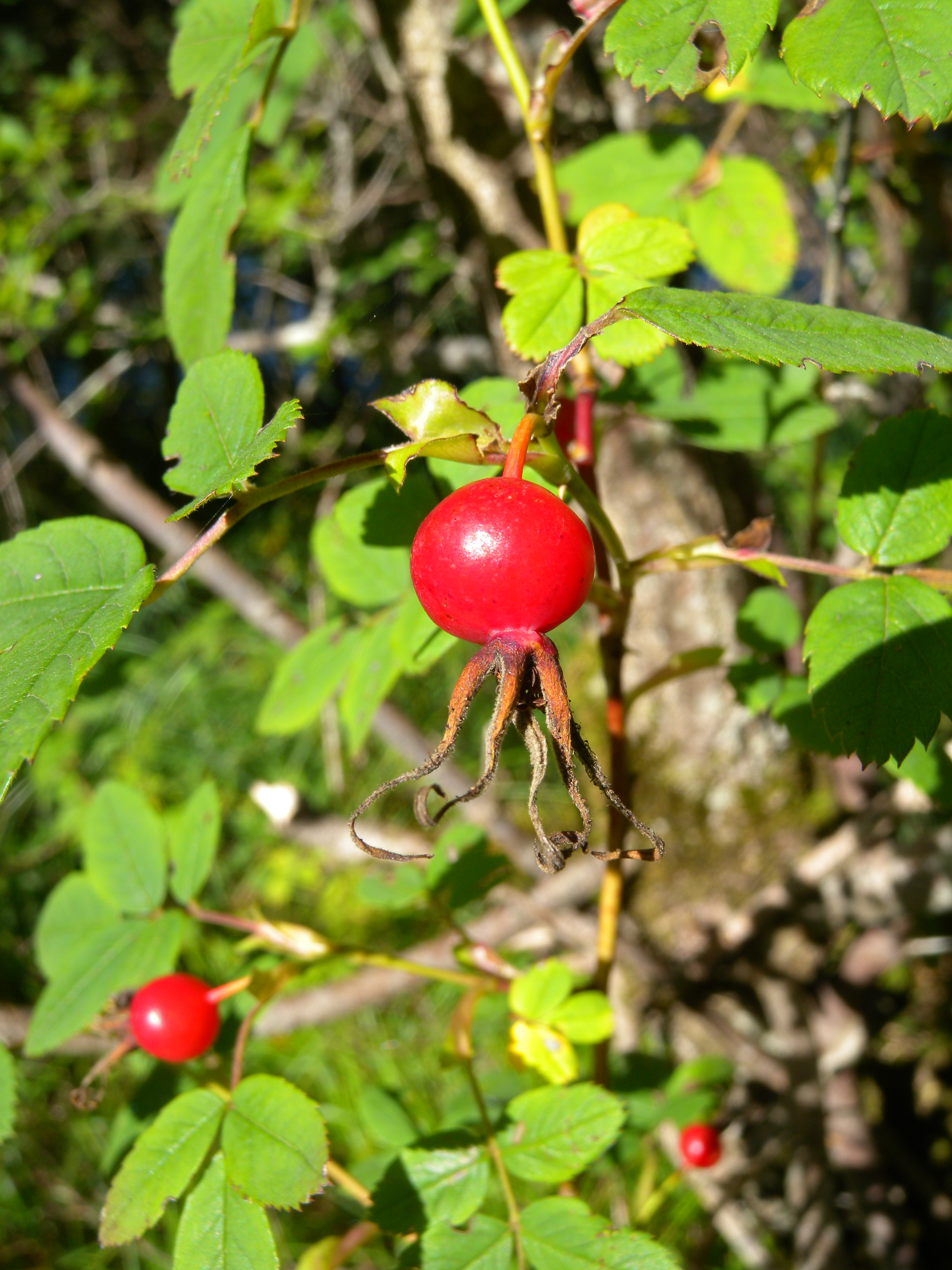
Hängende Frucht mit bleibenden, aufgerichteten Kelchblättern

Die radiärsymmetrischen und zwittrigen Blüten stehen meist einzeln oder zu zwei bis fünf in Doldentrauben vereint. Der Blütendurchmesser beträgt etwa 5 Zentimeter. Die drüsenlose Blütenstiele sind etwa 1 Zentimeter lang und werden von relativ großen Hochblättern umhüllt.  Die fünf Kelchblätter sind meist ganzrandig und gewöhnlich ungeteilt. Selten werden bei den äußeren Kelchblättern einzelne kleine Fiedern ausgebildet. Nach der Blüte verbleiben sie bis zur Fruchtreife an der Hagebutte. Typisch ist, dass sie sich bei Fruchtrötung steil aufrichten.
Die fünf Kronblätter sind von kräftig rosa bis karminroter Farbgebung. Ihre Länge misst 2,5 bis 3 Zentimeter. Die kurzen Griffel sind nicht zu einer Säule verwachsen. Über den im Durchmesser 2–3 Millimeter großen, relativ weiten Griffelkanal in der Mitte des Diskus ragen die Griffel nach außen, wobei die Narben dem Diskus so aufliegen, dass sie ein großes wolliges Narbenköpfchen bilden.
Die Blütezeit beginnt bezogen auf andere Wildrosen im gemäßigten Klima relativ früh – meist im Mai. Sie erstreckt sich von Mai bis Juli.
Als Frucht wird eine Hagebutte gebildet, die botanisch eine Sammelnussfrucht ist. Mit etwa 1 bis 1,5 Zentimeter Durchmesser besitzt sie eine kugelige bis flachkugelige oder birnenähnliche Form. Bei Reife ist sie dunkelrot, jedoch wenig fleischig. Eine Behaarung wird nicht ausgebildet. Meist ist ihre Stellung hängend. Sie besitzen einen mit Rosa canina vergleichbaren Vitamin-C-Gehalt.
Züchterisch bearbeitete Majalis-Sorten können von der Wildform abweichende Merkmale, wie z. B. gefüllte Blüten aufweisen.
Die Zimt-Rose besitzt gewöhnlich einen diploiden Chromosomensatz mit der Chromosomenzahl 2n=14. Funde mit triploiden Chromosomensatz 3n=21 wurden ebenfalls vermerkt.

## Vorkommen

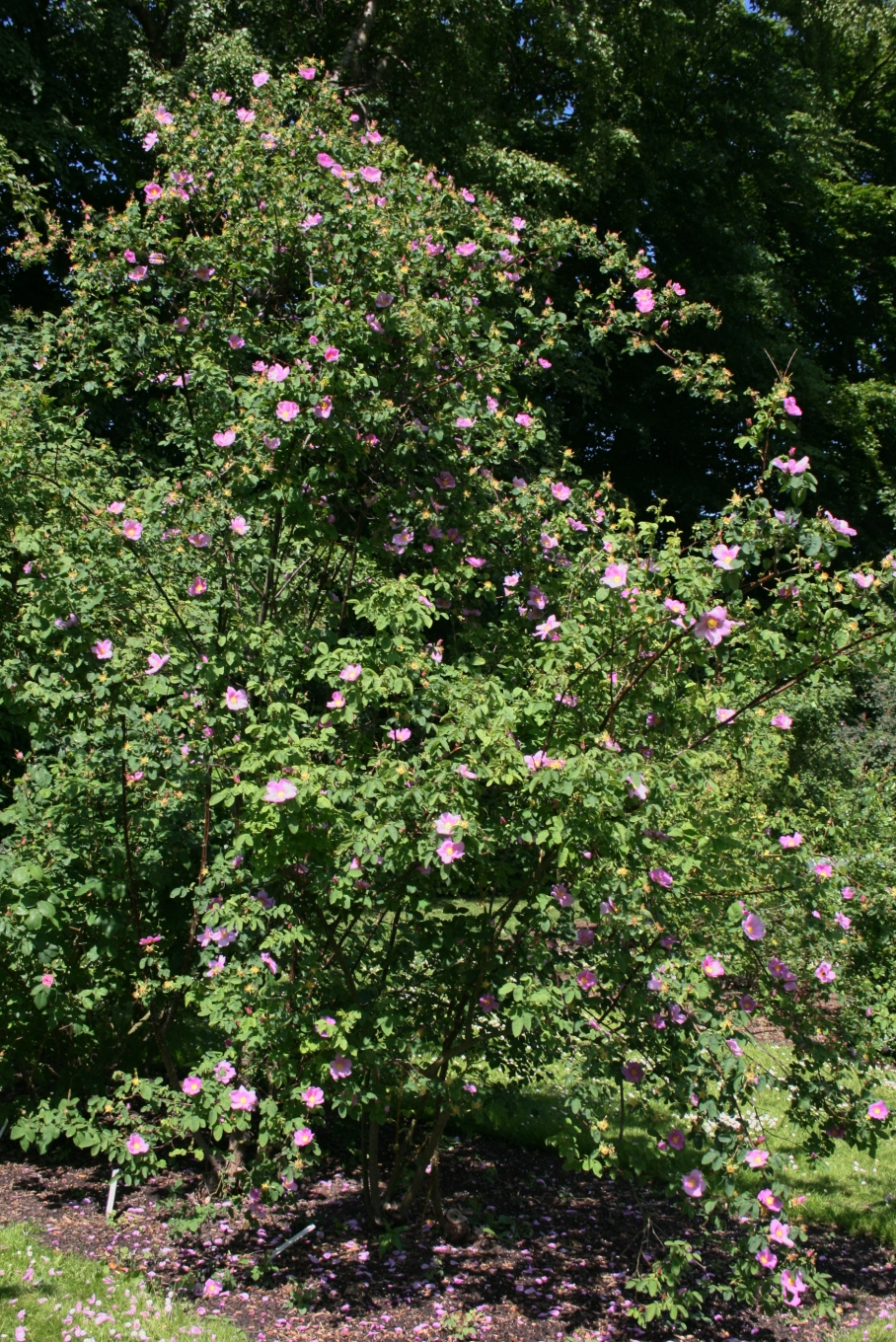
Rosa majalis, Habitus

Rosa majalis stammt aus Gebirgsregionen in Mittel- und Osteuropa, Skandinavien sowie Sibirien. In Mitteleuropa kommt die Zimt-Rose im Tiefland und in den Mittelgebirgen nördlich des Schwäbisch-Fränkischen Juras nur vereinzelt vor. Verbreitet (Vorkommen in 40 bis 90 % der Kartierflächen) ist sie in Süd- und Mittelbayern. Seltene Vorkommen finden sich in Südost-Baden-Württemberg, dort im Argen-und Illertal sowie am Bodensee. Ebenfalls mit seltenen Beständen tritt die Zimt-Rose in Nord-Thüringen, insbesondere im Kyffhäuser auf. Als Neophyt und als Freilandpflanzung kommt die Zimt-Rose in allen Bundesländern Deutschlands selten vor. In der Schweiz sind Bestände im Mittelland und im Wallis verzeichnet, vereinzelte Vorkommen in den Kantonen Tessin und Graubünden. Die Wuchsorte beschränken sich dort auf die kolline, montane bis subalpine Höhenstufe. In Österreich ist sie selten. In den Allgäuer Alpen steigt sie nur oberhalb Pfronten bis zu einer Höhenlage von 1180 Meter auf.
Sie wächst an felsigen Hängen, auf Kiesbänken im Uferbereich von Flüssen und Auenwäldern, seltener im Trockengebüsch. Sie gedeiht am besten auf sommerwarmen, frischen, wechselfeuchten, auch auf steinigen und kiesigen Lehm- und Tonböden. Sie ist ein Böschungsbefestiger, im Sanddorn-Lavendenweidengebüsch der Alpenflüsse. Sie ist eine Charakterart des Verbands Berberidion, kommt aber auch in Gesellschaften des Verbands Prunion fruticosae vor.

## Taxonomie
Die Erstbeschreibung von Rosa majalis erfolgte durch Johann Herrmann in der Dissertation De Rosa im Jahr 1762.
Ein Synonym von Rosa majalis Herrm. ist Rosa cinnamomea L.
Rosa majalis gehört innerhalb der Familie der Rosengewächse der Gattung Rosa an und wird dort in der Untergattung Rosa in der Sektion Cinnamomeae (DC.) Ser. geführt. Die Sektion Cinnamomeae ist mit ungefähr 80 Arten die artenreichste Sektion der Gattung Rosa. Sie enthält u. a. auch die in Europa eingebürgerte Kartoffel-Rose.

## Ökologie
Rosa majalis wird von Insekten bestäubt. Sie bietet keinen Nektar an, hält aber ein reichliches Pollenangebot für die Bestäuber bereit. Daher wird sie gemäß der Blumenklassen nach Müller als Pollenblume bezeichnet. Als Hauptbestäuber treten kurzrüsselige Bienen, Syrphiden, Käfer, und Fliegen in Erscheinung. Die Zimt-Rose ist selbstinkompatibel nach dem GSI-Typ (Gametophytische Selbst-Inkompatibilität). Dies bedeutet, dass der Pollen gewöhnlich auf der Narbe auskeimen kann, der Pollenschlauch im Griffel jedoch das Wachstum einstellt, wenn das S-Allel des haploiden Pollens mit einem der S-Allele des diploiden Griffels übereinstimmt. Auch wenn Selbstbestäubung stattfindet, wird die Selbstbefruchtung, also der erfolgreiche Fruchtansatz, durch den GSI-Mechanismus meist verhindert.
Die Ausbreitung der Diasporen wird über Verdauungsausbreitung sichergestellt. Beim Verzehr der reifen Hagebutte werden sie von Tieren (z. B. von Vögeln) mit aufgenommen, und nach Passieren des Darms unversehrt wieder ausgeschieden. Vegetative Vermehrung erfolgt über die Ausläufer.
Mit einer Lichtzahl von 7 ist die Zimt-Rose eine Halblichtpflanze. Sie bevorzugt einen Standort mit meist kalkfreiem Boden, der reich an basischen Kationen ist (basenhold).

## Nutzung
Die Zimt-Rose wird seit etwa 1600 in europäischen Gärten kultiviert, ohne jedoch als Zierpflanze stark verbreitet zu sein. Die gefüllt blühende Form Rosa majalis ‘Plena’ sowie Hybriden werden häufiger in Gärten kultiviert als die Wildform. Diese Wildrose ist gut winterhart. Sie ist geeignet, an feuchten Standorten, Waldrändern oder Hecken gepflanzt zu werden, um zu verwildern.